# Bruno Schröder (Politiker)
Bruno Schröder (* 23. April 1894 in Großneuhausen, Thüringen; † 3. März 1968 in Hannover) war ein deutscher Politiker (FDP, SPD), Mitglied des Niedersächsischen Landtages und Mitglied des Ernannten Niedersächsischen Landtages.

## Leben
Nach dem Besuch der Volksschule absolvierte Bruno Schröder eine Ausbildung als Katastertechniker und arbeitete danach in der Industrie als Techniker. Im Ersten Weltkrieg wurde er schwer verwundet. Ab dem Jahr 1919 begann er, sich politisch zu engagieren. Er besuchte die Staatsbürgerschule und wurde danach für die Deutsche Demokratische Partei Sekretär in Ostfriesland, Rheinland, Westfalen, Braunschweig und Hannover. Zeitgleich betätigte er sich in Parteizeitungen als Schriftleiter und verfasste Berichte für einen großen demokratischen Verlag. Da in der Zeit des Nationalsozialismus die demokratischen Parteien von der NSDAP aufgelöst wurden, musste er diese Tätigkeiten aufgeben. Er wurde durch die Gestapo überwacht, sein Haus mehrfach durchsucht. Ab 1934 arbeitete er als eigenständiger kaufmännischer Vertreter in Industrie und Handel.
Vom 9. Dezember 1946 bis 28. März 1947 war er Mitglied des ernannten Niedersächsischen Landtages und vom 20. April 1947 bis 5. Mai 1955 Mitglied des Niedersächsischen Landtages (1. und 2. Wahlperiode). Bis zum 27. April 1954 war er Mitglied der FDP-Fraktion, danach war er ab 28. April 1954 zunächst fraktionslos. Vom 21. Juni 1954 bis 23. Januar 1955 gehörte er dem Liberalen Bund an und wurde schließlich ab 24. Januar 1955 Fraktionsmitglied der SPD.